# Poker en 1981
Cet article résume les événements liés au monde du poker en 1981.

## Tournois majeurs

### World Series of Poker 1981
Stu Ungar remporte le Main Event, devenant le troisième joueur, après Johnny Moss et Doyle Brunson, à le remporter deux années de suite.

### Super Bowl of Poker 1981
Junior Whited remporte le Main Event.

## Poker Hall of Fame
Bill Boyd est intronisé.